# Matrimonio a prima vista Italia
Matrimonio a prima vista Italia è un programma televisivo italiano di genere reality show (unito all'esperimento sociale), in onda dal 19 maggio 2016.
Il programma è stato trasmesso nelle prime tre edizioni, in prima serata, su Sky Uno, e successivamente replicato come molte produzioni Sky Italia sulla piattaforma digitale terrestre, su TV8. È poi passato a Discovery che ha trasmesso le puntate, in anteprima, sulla piattaforma a pagamento Discovery+ e successivamente in chiaro su Real Time.

## Il programma

### Format
Il programma è basato sul format danese Married at First Sight che viene trasmesso da anni, in paesi come l'Australia, gli USA e il Regno Unito.
In ogni stagione, sei concorrenti che non si conoscono vengono abbinati tra loro per formare tre coppie che si vedranno e si conosceranno per la prima volta il giorno del loro matrimonio, diventando per la legge marito e moglie.
Nel corso delle puntate le coppie vengono seguite da tre esperti: Mario Abis, sociologo, docente allo IULM di Milano, Gerry Grassi, psicologo, psicoterapeuta e direttore clinico del Centro TIB (Terapie Innovative Brevi), e Nada Loffredi, sessuologa, psicoterapeuta e docente di psicologia all’Università La Sapienza di Roma. Inoltre, le coppie verranno filmate per cinque settimane di convivenza e al termine di questo periodo decideranno se continuare ad essere sposati oppure divorziare.
Dalla quarta edizione, oltre alla novità del cambio di testimone televisivo da Sky a Real Time (del gruppo Discovery), lo psicologo Fabrizio Quattrini, psicoterapeuta di coppia, docente all'Università dell'Aquila e presidente dell'Istituto Italiano di Sessuologia Scientifica di Roma, sostituisce il dottor Grassi.
A partire dalla settima edizione la figura dello psicoterapeuta viene presa sotto la guida della stessa Nada Loffredi, e vi si aggiunge un nuovo membro tra gli esperti, ovvero il life-coach, Andrea Favaretto.
La trasmissione viene prodotta in collaborazione con la Nonpanic e vede come capo progetto Francesco Foppoli. È firmata da Maria Carolina Martellino, Giulio Castoro e Andrea Teodori. La voce fuori campo, che narra le vicende delle coppie, è di Francesco Cavuoto dal 2016 al 2024 (fino alla dodicesima edizione); dalla tredicesima edizione la narrazione passa a Giada Bonanomi. La regia è affidata a Marco Manes dalla quarta alla sesta edizione del programma. Dalla settima alla dodicesima edizione il programma è diretto dal regista Giuseppe Bianchi. Dalla tredicesima edizione il programma è diretto dal regista Riccardo Struchil.

### Team degli esperti
Sociologo
     Sessuologa
     Psicoterapeuta
     Life coach
     Psicologa clinica
| Esperti            | Edizioni | Edizioni | Edizioni | Edizioni | Edizioni | Edizioni | Edizioni | Edizioni | Edizioni | Edizioni | Edizioni | Edizioni | Edizioni | Edizioni | Edizioni | Totale |
| Esperti            | 1ª       | 2ª       | 3ª       | 4ª       | 5ª       | 6ª       | 7ª       | 8ª       | 9ª       | 10ª      | 11ª      | 12ª      | 13ª      | 14ª      | 15ª      | Totale |
| ------------------ | -------- | -------- | -------- | -------- | -------- | -------- | -------- | -------- | -------- | -------- | -------- | -------- | -------- | -------- | -------- | ------ |
| Mario Abis         |          |          |          |          |          |          |          |          |          |          |          |          |          |          |          | 14     |
| Nada Loffredi      |          |          |          |          |          |          |          |          |          |          |          |          |          |          |          | 15     |
| Nada Loffredi      |          |          |          |          |          |          |          |          |          |          |          |          |          |          |          | 15     |
| Gerry Grassi       |          |          |          |          |          |          |          |          |          |          |          |          |          |          |          | 3      |
| Fabrizio Quattrini |          |          |          |          |          |          |          |          |          |          |          |          |          |          |          | 3      |
| Andrea Favaretto   |          |          |          |          |          |          |          |          |          |          |          |          |          |          |          | 9      |
| Giulia Davanzante  |          |          |          |          |          |          |          |          |          |          |          |          |          |          |          | 1      |

## Edizioni
| Edizione | Narrazione        | Periodo           | Periodo          | Puntate | Esperti    | Esperti       | Esperti            | Matrimoni | Regia             | Rete / Emittente | Rete / Emittente |
| Edizione | Narrazione        | Inizio            | Fine             | Puntate | Esperti    | Esperti       | Esperti            | Matrimoni | Regia             | Pay              | Free             |
| -------- | ----------------- | ----------------- | ---------------- | ------- | ---------- | ------------- | ------------------ | --------- | ----------------- | ---------------- | ---------------- |
| 1ª       | Francesco Cavuoto | 19 maggio 2016    | 16 giugno 2016   | 9       | Mario Abis | Nada Loffredi | Gerry Grassi       | 3         | Alessandro Tresa  | Sky Uno          | TV8              |
| 2ª       | Francesco Cavuoto | 13 aprile 2017    | 18 maggio 2017   | 10      | Mario Abis | Nada Loffredi | Gerry Grassi       | 3         | Alessandro Tresa  | Sky Uno          | TV8              |
| 3ª       | Francesco Cavuoto | 12 aprile 2018    | 10 maggio 2018   | 10      | Mario Abis | Nada Loffredi | Gerry Grassi       | 3         | Alessandro Tresa  | Sky Uno          | TV8              |
| 4ª       | Francesco Cavuoto | 4 settembre 2019  | 5 novembre 2019  | 10      | Mario Abis | Nada Loffredi | Fabrizio Quattrini | 3         | Marco Manes       | Discovery+       | Real Time        |
| 5ª       | Francesco Cavuoto | 6 ottobre 2020    | 1º dicembre 2020 | 10      | Mario Abis | Nada Loffredi | Fabrizio Quattrini | 3         | Marco Manes       | Discovery+       | Real Time        |
| 6ª       | Francesco Cavuoto | 10 marzo 2021     | 28 aprile 2021   | 9       | Mario Abis | Nada Loffredi | Fabrizio Quattrini | 3         | Marco Manes       | Discovery+       | Real Time        |
| 7ª       | Francesco Cavuoto | 5 ottobre 2021    | 23 novembre 2021 | 9       | Mario Abis | Nada Loffredi | Andrea Favaretto   | 3         | Giuseppe Bianchi  | Discovery+       | Real Time        |
| 8ª       | Francesco Cavuoto | 16 febbraio 2022  | 6 aprile 2022    | 9       | Mario Abis | Nada Loffredi | Andrea Favaretto   | 3         | Giuseppe Bianchi  | Discovery+       | Real Time        |
| 9ª       | Francesco Cavuoto | 26 ottobre 2022   | 14 dicembre 2022 | 9       | Mario Abis | Nada Loffredi | Andrea Favaretto   | 3         | Giuseppe Bianchi  | Discovery+       | Real Time        |
| 10ª      | Francesco Cavuoto | 8 marzo 2023      | 26 aprile 2023   | 9       | Mario Abis | Nada Loffredi | Andrea Favaretto   | 3         | Giuseppe Bianchi  | Discovery+       | Real Time        |
| 11ª      | Francesco Cavuoto | 13 settembre 2023 | 8 novembre 2023  | 9       | Mario Abis | Nada Loffredi | Andrea Favaretto   | 3         | Giuseppe Bianchi  | Discovery+       | Real Time        |
| 12ª      | Francesco Cavuoto | 6 marzo 2024      | 24 aprile 2024   | 9       | Mario Abis | Nada Loffredi | Andrea Favaretto   | 4         | Giuseppe Bianchi  | Discovery+       | Real Time        |
| 13ª      | Giada Bonanomi    | 25 settembre 2024 | 13 novembre 2024 | 9       | Mario Abis | Nada Loffredi | Andrea Favaretto   | 3         | Riccardo Struchil | Discovery+       | Real Time        |
| 14ª      | Ilaria Egitto     | 16 aprile 2025    | 11 giugno 2025   | 9       | Mario Abis | Nada Loffredi | Andrea Favaretto   | 3         | Riccardo Struchil | Discovery+       | Real Time        |

## Audience
| Edizione | Rete      | Anno | Stagione          | Programmazione | Programmazione | Programmazione | Programmazione | Programmazione | Programmazione | Programmazione | Collocazione | Media Ascolti  | Media Ascolti | Première       | Première | Finale         | Finale |
| Edizione | Rete      | Anno | Stagione          | L              | M              | M              | G              | V              | S              | D              | Collocazione | Telespettatori | Share         | Telespettatori | Share    | Telespettatori | Share  |
| -------- | --------- | ---- | ----------------- | -------------- | -------------- | -------------- | -------------- | -------------- | -------------- | -------------- | ------------ | -------------- | ------------- | -------------- | -------- | -------------- | ------ |
| 1ª       | Sky Uno   | 2016 | primavera         |                |                |                |                |                |                |                | prima serata | 254.000        | 0,93%         | 164.000        | 0,62%    | 115.000        | N.D.   |
| 2ª       | Sky Uno   | 2017 | primavera         | 304.000        | 1,12%          | 203.000        | 0,80%          | 389.000        | 1,60%          |                | prima serata |                |               |                |          |                |        |
| 3ª       | Sky Uno   | 2018 | primavera         | 235.000        | 0,88%          | 226.000        | N.D.           | 231.000        | 1,00%          |                | prima serata |                |               |                |          |                |        |
| 4ª       | Real Time | 2019 | estate-autunno    |                |                |                | 883.000        | 4,03%          | 699.000        | 3,20%          | prima serata | 949.000        | 3,50%         |                |          |                |        |
| 5ª       | Real Time | 2020 | autunno           | 861.000        | 3,35%          | 791.000        | 3,17%          | 891.000        | 3,20%          |                | prima serata |                |               |                |          |                |        |
| 6ª       | Real Time | 2021 | inverno-primavera |                | 700.000        | 2,72%          | 551.000        | 2,10%          | 790.000        | 3,00%          | prima serata |                |               |                |          |                |        |
| 7ª       | Real Time | 2021 | autunno           |                |                | 555.000        | 2,49%          | 527.000        | 2,30%          | 625.000        | prima serata | 2,60%          |               |                |          |                |        |
| 8ª       | Real Time | 2022 | inverno-primavera |                |                | 558.000        | 2,53%          | 457.000        | 1,98%          | 641.000        | prima serata | 2,80%          |               |                |          |                |        |
| 9ª       | Real Time | 2022 | autunno           | 398.000        | 2,06%          | 364.000        | 2,80%          | 396.000        | 1,80%          |                | prima serata |                |               |                |          |                |        |
| 10ª      | Real Time | 2023 | inverno-primavera | 352.000        | 1,87%          | 342.000        | 1,90%          | 382.000        | 1,70%          |                | prima serata |                |               |                |          |                |        |
| 11ª      | Real Time | 2023 | estate-autunno    | 432.000        | 2,31%          | 435.000        | 2,40%          | 445.000        | 2,40%          |                | prima serata |                |               |                |          |                |        |
| 12ª      | Real Time | 2024 | inverno-primavera | 482.000        | 2,59%          | 399.000        | 2,10%          | 501.000        | 2,50%          |                | prima serata |                |               |                |          |                |        |
| 13ª      | Real Time | 2024 | autunno           | 572.000        | 3,28%          | 558.000        | 3,10%          | 665.000        | 3,40%          |                | prima serata |                |               |                |          |                |        |
| 14ª      | Real Time | 2025 | primavera         | 479.000        | 2,63%          | 546.000        | 2,90%          | 482.000        | 2,80%          |                | prima serata |                |               |                |          |                |        |

## Loghi della trasmissione

Logo utilizzato dalla 1ª alla 3ª edizione
Logo in uso dalla 4ª edizione